# سالم العوكلي
سالم العوكلي شاعر وأحد روّاد قصيدة النثر في ليبيا، وكاتب مقالة ولد في (2 نوفمبر 1960م) بمنطقة لاليّ جنوب قرية القيقب بالجبل الأخضر، ليبيا.

## حياته ونشأته
ولد في منطقة لاليّ، جنوب قرية القيقب بالجبل الأخضر وعاش فيها جزءًا من طفولته، ثم انتقل إلى مدينة درنة لغرض الدراسة، حيث أتم فيها دراسته حتى تحصل على الشهادة الثانوية، ومنها انتقل إلى جامعة عمر المختار بمدينة البيضاء ليتحصل على بكالورويس في الهندسة الزراعية. نُشر نِتاجه في عديد الصحف والمجلات المحلية، وأيضًا العديد من الصحف والمجلات العربية، منها: مجلة الناقد والفرسان، وصحيفة العرب اللندنية. كانت له زاوية أسبوعية بصحيفة الجماهيرية ضمن ملفها الثقافي بعنوان (ضفاف).

## مؤلفاته
| الاسم                     | دار النشر                                | تاريخ النشر | عدد الصفحات | ردمك ISBN              | المصدر               |
| ------------------------- | ---------------------------------------- | ----------- | ----------- | ---------------------- | -------------------- |
| بنات الغابة               | دار المدى للطباعة والنشر والتوزيع        | 2013        | 128         | (ردمك 139782843061981) | [ 5 ] [ 6 ] [ 7 ]    |
| اللحية                    | الدار العربية للعلوم ناشرون              | 2012        | 119         | (ردمك 9786140102095)   | [ 8 ] [ 9 ] [ 10 ]   |
| لالي                      | مجلس الثقافة العام                       | 2009        | 159         | (ردمك 9959380173)      | [ 11 ] [ 12 ] [ 13 ] |
| ما الذي يضحك فينا؟        | مجلس الثقافة العام                       | 2009        | 158         |                        | [ 14 ] [ 15 ]        |
| سرير على حافة المأتم      | دار الجماهيرية للنشر و التوزرع و الإعلان | 2000        | 116         |                        | [ 16 ]               |
| الوهابة .. سارقة الموسيقى | مجلس الثقافة العام                       | 2008        | 79          |                        | [ 17 ] [ 18 ]        |
| برق الليل                 | الهيئة العامة لقصر الثقافة               |             | 88          |                        | [ 19 ]               |